# Абдуліна Вікторія Миколаївна
Вікто́рія Микола́ївна Абду́ліна  — українська спортсменка-пауерліфтер, майстер спорту міжнародного класу, проживає в місті Полтава.
Важкою атлетикою займається з 1996 року.

## Спортивні здобутки
- чемпіонка світу 2008 року, вага до 57 кг,
- срібна медаль Чемпіонату України 2011 року,
- 2012 року встановила рекорд України.